# Igor Petrenko (luchador)
Igor Anatolievich Petrenko –en bielorruso, Игорь Анатольевич Петренко– (Lugansk, 8 de diciembre de 1967) es un deportista bielorruso que compitió en lucha grecorromana. Ganó tres medallas de bronce en el Campeonato Europeo de Lucha entre los años 1994 y 1998.

## Palmarés internacional
| Campeonato Europeo | Campeonato Europeo  | Campeonato Europeo | Campeonato Europeo |
| Año                | Lugar               | Medalla            | Categoría          |
| ------------------ | ------------------- | ------------------ | ------------------ |
| 1994               | Atenas (Grecia)     | Medalla de bronce  | 62 kg              |
| 1995               | Besanzón (Francia)  | Medalla de bronce  | 62 kg              |
| 1998               | Minsk (Bielorrusia) | Medalla de bronce  | 58 kg              |